# Theganopteryx nigrescens
Theganopteryx nigrescens es una especie de cucaracha del género Theganopteryx, familia Ectobiidae.

## Distribución
Esta especie se encuentra en Madagascar.